# Mariina Roșcea, Petropavlivka
Mariina Roșcea (în ucraineană Мар`їна Роща) este un sat în comuna Petrivka din raionul Petropavlivka, regiunea Dnipropetrovsk, Ucraina.

## Demografie
Componența lingvistică a localității Mariina Roșcea
     Ucraineană (89,82%)
     Rusă (10,18%)
Conform recensământului din 2001, majoritatea populației localității Mariina Roșcea era vorbitoare de ucraineană (89,82%), existând în minoritate și vorbitori de rusă (10,18%).